# Fésűsujjú levéljáró
A fésűsujjú levéljáró (Irediparra gallinacea) a madarak osztályának lilealakúak (Charadriiformes) rendjébe, ezen belül a levéljárófélék (Jacanidae) családjába tartozó Irediparra nem  egyetlen faja.

## Előfordulása
Ausztrália, Indonézia, Malajzia, Pápua Új-Guinea, a Fülöp-szigetek és Kelet-Timor területén honos. Tavak és mocsarak lebegő vízinövényzetén él.

## Alfajai
- Irediparra gallinacea gallinacea (Temminck, 1828)
- Irediparra gallinacea novaeguinae (Ramsay, 1878)
- Irediparra gallinacea novaehollandiae (Salvadori, 1882)

## Megjelenése
A hím testhossza 20–21 centiméter, a tojó 24–27 centiméter; szárnyfesztávolsága 39–46 centiméter; a hím testtömege 85 gramm, a tojóé pedig 140 gramm.

## Életmódja
A leveleken lépegetve szedegeti rovarokból, apró gerinctelenekből, békákból, halakból és magvakból álló táplálékát.